# Premios literarios Ciudad de Palma
Los Premios literarios Ciudad de Palma son un conjunto de premios literarios convocados por el Ayuntamiento de Palma de Mallorca desde 1958. Inicialmente estaban reservados a la lengua catalana, pero en 2006 se decidió, no sin polémica, la convocatoria de premios para literatura en lengua castellana. En 2007 el ayuntamiento progresista reinstaura la única modalidad en lengua catalana, y en 2011 el ayuntamiento de Palma, gobernado por el Partido Popular de Baleares, convierte en bilingües los galardones. 
Se dividen en 4 modalidades:
- Premio Llorenç Villalonga de novela en catalán. Dotado con 18.000 euros
- Premio Camilo José Cela de novela en castellano. Dotado con 18.000 euros
- Premio Joan Alcover de poesía en catalán. Dotado con 9000 euros
- Premio Rubén Darío de poesía en castellano. Dotado con 9000 euros

## Novela en Catalán
| Año  | Premiado                  | Obra                                                      |
| ---- | ------------------------- | --------------------------------------------------------- |
| 1958 | Gabriel Cortès            | L'altre camí                                              |
| 1959 | No convocado              | -                                                         |
| 1960 | Baltasar Porcel           | Solnegre                                                  |
| 1961 | No convocado              | -                                                         |
| 1962 | Josep Maria Palau i Camps | Els trasplantats                                          |
| 1963 | No convocado              | -                                                         |
| 1964 | Miquel Pons               | El poble                                                  |
| 1965 | No convocado              | -                                                         |
| 1966 | Jaume Armengou            | Els dies                                                  |
| 1967 | Gabriel Janer Manila      | L'abisme                                                  |
| 1968 | Guillem Frontera          | Els carnissers                                            |
| 1969 | No convocado              | -                                                         |
| 1970 | Gabriel Tomàs             | Corbs afamegats                                           |
| 1971 | No convocado              | -                                                         |
| 1972 | Pau Faner                 | L'arcàngel                                                |
| 1973 | No convocado              | -                                                         |
| 1974 | No convocado              | -                                                         |
| 1975 | Jaume Fuster              | Collita de sang (Tarda, sessió continua, 3,45)            |
| 1976 | No convocado              | -                                                         |
| 1977 | No convocado              | -                                                         |
| 1978 | No convocado              | -                                                         |
| 1979 | Jaume Santandreu          | Camí de coix                                              |
| 1980 | Llorenç Capellà           | Jack Pistoles                                             |
| 1981 | Antònia Vicens            | Quilòmetres de tul per a un petit cadaver                 |
| 1982 | Joaquim Soler             | Una furtiva llàgrima                                      |
| 1983 | Isidre Grau               | Vent de memòria                                           |
| 1984 | Xesca Ensenyat            | Vila Coppola                                              |
| 1985 | Josep-Enric Gonga         | El somni del mirall                                       |
| 1986 | No adjudicado             | -                                                         |
| 1987 | Miquel Ferrà              | Camí de coix                                              |
| 1988 | Andreu Ribas Valls        | Enroc                                                     |
| 1989 | Josefa Contijoch          | Paisatges amb figures                                     |
| 1990 | Desierto                  | -                                                         |
| 1991 | Desierto                  | -                                                         |
| 1992 | Ignasi Mora               | Les veus de la família                                    |
| 1993 | Olga Xirinacs             | Sense malícia                                             |
| 1994 | Maria Antònia Oliver      | Amor de cans                                              |
| 1995 | Jordi Coca                | Dies meravellosos                                         |
| 1996 | Vicenç Villatoro          | Encalçar el vent (La claror del juliol)                   |
| 1997 | Josep M. Fonalleras       | La guerra de la marca de l'ham (La millor guerra del món) |
| 1998 | Biel Mesquida             | Vertígens                                                 |
| 1999 | Josep Lluís Burguera      | Cacic                                                     |
| 2000 | Isidre Grau               | El balancí negre)                                         |
| 2001 | Sebastià Alzamora         | Sara i Jeremies                                           |
| 2002 | Neus Canyelles            | Cap d'Hornos                                              |
| 2003 | Emili Bayo                | L'Edat de les paraules                                    |
| 2004 | Miquel Ferrà              | Abdallah Karim, el predicador                             |
| 2005 | Jordi Cabré               | El virus de la tristesa                                   |
| 2006 | Melcior Comes             | El llibre dels plaers immensos                            |
| 2007 | Miquel Mas Ferrà          | El cel dins la memòria                                    |

## Poesía en catalán
| Año  | Premiado                   | Obra                       |
| ---- | -------------------------- | -------------------------- |
| 1955 | Llorenç Moyà               | La posada de la núvia      |
| 1956 | Guillem Colom i Ferrà      | La terra al cor            |
| 1957 | No concedido               | -                          |
| 1958 | Baltasar Coll              | L'arc                      |
| 1959 | No concedido               | -                          |
| 1960 | No concedido               | -                          |
| 1961 | Jaume Vidal Alcover        | Dos viatges per mar        |
| 1962 | Joan Valls                 | Les roses marginals        |
| 1963 | No concedido               | -                          |
| 1964 | Joan Manresa               | Un, algunes vegades        |
| 1965 | Guillem Frontera           | El temps feixuc            |
| 1966 | Jaume Pomar                | Tota la ira dels justos    |
| 1967 | Rafael Socias              | Camina, caminaràs          |
| 1968 | Bartomeu Fiol              | Camp rodó                  |
| 1969 | No concedido               | -                          |
| 1970 | Jaume Pomar                | Inútil fracàs              |
| 1971 | Oleguer Huguet             | Amb l'arrel enlaire        |
| 1972 | Miquel Àngel Riera         | Poemes de Miamar           |
| 1973 | Ramon Pinyol               | Falconejant                |
| 1974 | Xavier Vidal-Folch         | Hem marxat amb el temps    |
| 1975 | Francesc Parcerisas        | Dues suites                |
| 1976 | No convocado               | -                          |
| 1977 | Pere Rosselló-Bover        | Aplec a distàncies         |
| 1978 | No convocado               | -                          |
| 1979 | Manuel Santos Sánchez      | Rapsòdia nocturna          |
| 1980 | Felip Demaldé              | Crònica dels Argonautes    |
| 1981 | Gaspar Jaén                | La festa                   |
| 1982 | Guillem Soler              | Boulevards de tardor       |
| 1983 | Andreu Vidal Sastre        | March/Artur Necròpsia      |
| 1984 | Jacint Sala                | El xerrac i la subtilesa   |
| 1985 | Antoni Vidal i Ferrando    | Racó de n'Aulet            |
| 1986 | Joan Casas y Feliu Formosa | Amb efecte                 |
| 1987 | Margalida Pons             | Les aus                    |
| 1988 | Antoni Clapés              | Crepuscle de mots          |
| 1989 | Miguel Bezares             | Carnaval                   |
| 1990 | Arnau Pons                 | Intromissió                |
| 1991 | Jordi Pàmias               | Entre el record i el somni |
| 1992 | Josep Maria Llompart       | Spiritual                  |
| 1993 | Josep Ballester            | L'holandès errant          |
| 1994 | Ponç Pons                  | On s'acaba el sender       |
| 1995 | Antoni Vidal Ferrando      | El batec de les pedres     |
| 1996 | Lluís Calvo                | L'estret de Bering         |
| 1997 | Enric Casassas             | Plaça Raspall              |
| 1998 | Josep Ramón Roig           | Malbé                      |
| 1999 | Susanna Rafart             | Jardins d'amor advers      |
| 2000 | Miquel Mestre              | El foc del glaç            |
| 2001 | Manel Ollé                 | Mirall negre               |
| 2002 | Txema Martínez Inglés      | Sentit                     |
| 2003 | Hèctor Bofill              | Les genives cremades       |
| 2004 | Josep-Lluís Aguiló         | Monstres                   |
| 2005 | Jordi Llavina              | La corda del gronxador     |
| 2006 | Pere Joan Martorell        | Dansa nocturna             |